# 金沙江红山茶
金沙江红山茶（学名：Camellia jinshajiangica）为山茶科山茶属的植物。分布在中国大陆的四川等地，生长于海拔1,650米的地区，一般生于灌丛中，目前尚未由人工引种栽培。